# Ricardo Alós
Ricardo Alós Bailach (* 11. Oktober 1931 in Moncada; † 14. Januar 2024), auch bekannt als Ricardo, war ein spanischer Fußballspieler.

## Karriere
Ricardo begann seine Karriere 1951 bei CD Mestalla, der Reservemannschaft des FC Valencia, in der Segunda División.  1956 wechselte er nach Asturien zu Sporting Gijón. Hier wurde er mit 46 Toren auf Anhieb Torschützenkönig der Segunda División und verhalf seiner Mannschaft zum Aufstieg.
Von einigen Erstligisten umworben, wechselte Ricardo vor der Saison 1957/58 zum FC Valencia. Hier erkämpfte sich der Spanier umgehend einen Stammplatz und wurde mit 19 Toren – neben Alfredo Di Stéfano und Manuel Badenes – erneut Torschützenkönig. In den folgenden zwei Spielzeiten bestritt Ricardo allerdings nur noch zwölf Partien. 1960 wechselte er daher zu Real Murcia in die Segunda División.
Mit Murcia gelang ihm 1963 ein weiterer Aufstieg in die Primera División. Statt sich jedoch noch einmal mit den besten Spielern Spaniens zu messen, verließ Ricardo nach der Saison den Verein und beendete seine Karriere beim Ontinyent CF in der Segunda División.
Ricardo Alós starb am 14. Januar 2024 im Alter von 92 Jahren.

## Erfolge
- Aufstieg in die Primera División: 1957, 1963
- Pichichi-Trophäe: 1958